# Феофілакт (Слонецький)
Феофілакт (в миру Федір Васильович Слонецький або Слоницький; 1738 або 1744, Прохори — 13 серпня 1827, Київ) — український церковний діяч, педагог. Ректор Києво-Могилянської академії (1795—1803).

## Життєпис
Народився 1738 або 1744 року у Прохорах Ніжинського полку у родині настоятеля місцевої церкви Різдва Христового. Пращури Федора Слонецького були настоятелем у цій церкві.
Початкову освіту здобув у Чернігівському колегіумі, по закінченні якого 1756 року вступив до Києво-Могилянської академії (класи філософії, риторики та богослів'я). 1766 року закінчив навчання у академії.
Того ж 1766 року прийняв чернечий постриг у Києво-Печерській Лаврі. Працював коректором друкарні.
1768 року стає регентом канцелярії та соборним ієромонахом. Згодом призначений ігуменем Миколаївського Больничного монастиря та блюстителем Дальніх печер.
1792 року був призначений намісником, а наступного 1793 року-архімандритом Лаври.
17 серпня 1795 року був призначений ректором Києво-Могилянської академії і водночас архімандритом Михайлівського Золотоверхого монастиря. Залишаючись на посаді ректора, 10 грудня 1798 року був переведений архімандритом до Пустинно-Микільського монастиря.
За ректорства Феофіла Слоницького у Академії було здійснено багато новацій — так, було відновлено курс французької мови (1800) та відкрито два нових класи — сільської і домашньої економіки (1799) та медичний (1802).

### Еміграція до Московії
23 квітня 1803 року був висвячений на єпископа Вологодського та Великоустюзького, відтак період його перебування на посаді ректора Києво-Могилянської академії завершився.

### Повернення в Україну
1808 року був звільнений на спочинок, повернувся до Києво-Печерської Лаври, де й жив решту свого життя.
Був похований блія Успенського собору.